# Campionati mondiali di nuoto in vasca corta 2022 - 200 metri farfalla femminili
La gara dei 200 metri farfalla femminili dei campionati mondiali di nuoto in vasca corta 2022 si è svolta il 15 dicembre 2022. Al mattino si sono svolte le batterie, mentre la finale si è disputata nella serata.

## Podio
| Pos.    | Atleta            | Nazione     |
| ------- | ----------------- | ----------- |
| Oro     | Dakota Luther     | Stati Uniti |
| Argento | Hali Flickinger   | Stati Uniti |
| Bronzo  | Elizabeth Dekkers | Australia   |

## Record
Prima della manifestazione il record del mondo (RM) e il record dei campionati (RC) erano i seguenti.
|  | 1'59"61 | Mireia Belmonte | 3 dicembre 2014 Doha |
|  | 1'59"61 | Mireia Belmonte | 3 dicembre 2014 Doha |

Durante la competizione non sono stati migliorati record.

## Risultati

### Batterie
| Pos. | Batteria | Corsia | Atleta                | Nazionalità          | Tempo        | Note |
| ---- | -------- | ------ | --------------------- | -------------------- | ------------ | ---- |
| 1    | 4        | 2      | Dakota Luther         | Stati Uniti          | 2'03"73      | Q    |
| 2    | 3        | 4      | Hali Flickinger       | Stati Uniti          | 2'04"66      | Q    |
| 3    | 2        | 5      | Helena Rosendahl Bach | Danimarca            | 2'05"09      | Q    |
| 4    | 3        | 3      | Laura Lahtinen        | Finlandia            | 2'05"13      | Q    |
| 5    | 2        | 4      | Airi Mitsui           | Giappone             | 2'05"27      | Q    |
| 6    | 4        | 5      | Karin Uchida          | Giappone             | 2'05"38      | Q    |
| 7    | 4        | 6      | Elizabeth Dekkers     | Australia            | 2'05"41      | Q    |
| 8    | 3        | 5      | Lana Pudar            | Bosnia ed Erzegovina | 2'05"87      | Q    |
| 9    | 2        | 6      | Laura Taylor          | Australia            | 2'05"94      |      |
| 10   | 4        | 3      | Ilaria Cusinato       | Italia               | 2'06"01      |      |
| 11   | 2        | 2      | Amina Kajtaz          | Croazia              | 2'06"90      |      |
| 12   | 4        | 4      | Zhang Yifan           | Cina                 | 2'07"05      |      |
| 13   | 3        | 6      | Zsuzsanna Jakabos     | Ungheria             | 2'07"08      |      |
| 14   | 2        | 3      | Katerine Savard       | Canada               | 2'08"51      |      |
| 15   | 4        | 7      | Nida Eliz Üstündağ    | Turchia              | 2'09"14      |      |
| 16   | 3        | 2      | Giovanna Diamante     | Brasile              | 2'09"60      |      |
| 17   | 2        | 1      | Dakota Tucker         | Sudafrica            | 2'11"34      |      |
| 18   | 1        | 5      | Krystal Lara          | Rep. Dominicana      | 2'11"43      |      |
| 19   | 3        | 7      | Zora Ripková          | Slovacchia           | 2'11"72      |      |
| 20   | 3        | 1      | Luana Alonso          | Paraguay             | 2'12"19      |      |
| 21   | 4        | 1      | Anja Crevar           | Serbia               | 2'12"43      |      |
| 22   | 4        | 8      | Yeung Hoi Ching       | Hong Kong            | 2'12"57      |      |
| 23   | 2        | 7      | María Fe Muñoz        | Perù                 | 2'16"82      |      |
| 24   | 1        | 3      | Amaya Bollinger       | Guam                 | 2'35"87      |      |
| DSQ  | 1        | 4      | Esme Paterson         | Nuova Zelanda        | Squalificato |      |

### Finale
| Pos. | Corsia | Atleta                | Nazionalità          | Tempo   | Note |
| ---- | ------ | --------------------- | -------------------- | ------- | ---- |
|      | 4      | Dakota Luther         | Stati Uniti          | 2'03"37 |      |
|      | 5      | Hali Flickinger       | Stati Uniti          | 2'03"78 |      |
|      | 1      | Elizabeth Dekkers     | Australia            | 2'03"94 |      |
| 4    | 3      | Helena Rosendahl Bach | Danimarca            | 2'04"41 |      |
| 5    | 8      | Lana Pudar            | Bosnia ed Erzegovina | 2'05"23 |      |
| 6    | 2      | Airi Mitsui           | Giappone             | 2'05"40 |      |
| 7    | 7      | Karin Uchida          | Giappone             | 2'05"51 |      |
| 8    | 6      | Laura Lahtinen        | Finlandia            | 2'06"48 |      |